# جبهه پایداری عرب

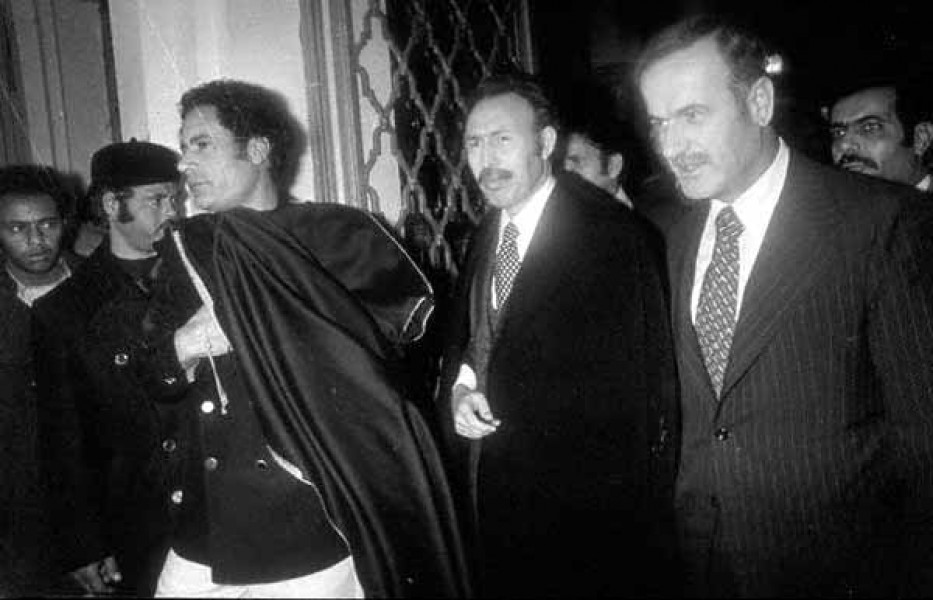
از راست به چپ: اسد رئیس‌جمهور سوریه، بومدین رئیس‌جمهور الجزایر، قذافی رهبر لیبی در نشست جبههٔ پایداری عرب در طرابلس، دسامبر ۱۹۷۷

جبهه پایداری و مقابله ( عربی: جبهة الصمود والتصدي  </link> ) که در ایران به جبههٔ پایداری عرب مشهور است، ابتکاری سیاسی در ۴ دسامبر ۱۹۷۷ از سوی سازمان آزادیبخش فلسطین (ساف) و کشورهای لیبی، الجزایر، سوریه، یمن جنوبی، در واکنش به سفر انور سادات رئیس‌جمهور مصر به اسرائیل در ۱۹ نوامبر ۱۹۷۷ که به بسیار مورد توجه قرار گرفت. این سفر در جهان عرب، کنار گذاشتن توافق پیشین مبنی بر خودداری از به رسمیت شناختن اسرائیل شکست اتحاد عربی علیه آن دیده می‌شود.
جبههٔ پایداری عرب بر خلاف بقیهٔ جهان عرب، در ماجرای جنگ ایران و عراق، از جمهوری اسلامی در برابر صدام حمایت کرد.

## منبع‌ها
1. ↑  PLO call for the formation of the Front at the Jewish Virtual Library.